# Tramvajová doprava v Sarajevu

Plán tramvajové sítě v Sarajevu

Sarajevo, hlavní město Bosny a Hercegoviny, je jediné město ve státě, kde je provozována tramvajová doprava.
Provozovatelem je podnik JKP GRAS, základem sítě je v podstatě jedna dlouhá trať (s několika menšími odbočkami) vedoucí východo-západním směrem ukončená v historickém jádru metropole velkou blokovou smyčkou. V centru města jsou použity žlábkové kolejnice, na zbytku sítě, kde trať probíhá středem ulice na vlastním tělese, byly většinou použity kolejnice železničního typu. 

## Historie

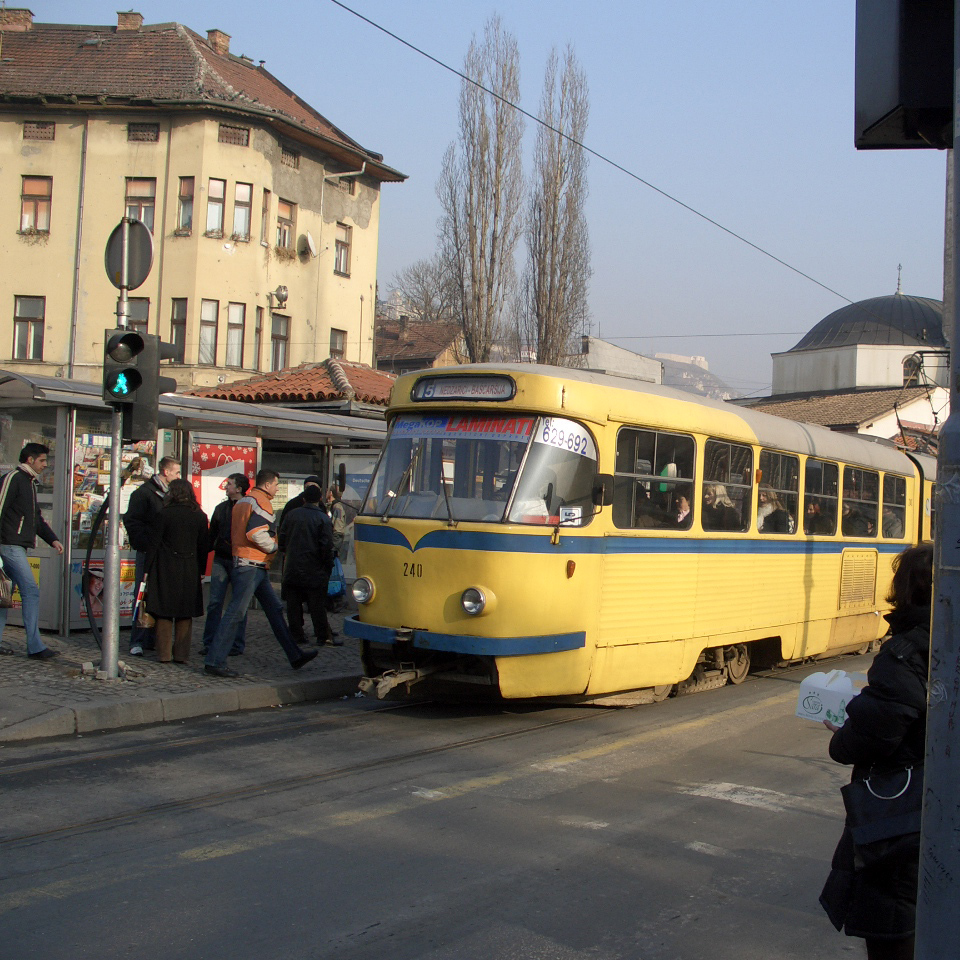
Sarajevská tramvaj československé výroby Tatra K2

Přestože dnešní rozsah tramvajové dopravy ve městě je poměrně malý (sedm linek, které jezdí na síti o délce 16 km), má zde doprava tohoto typu dlouhou historii. První tramvajový úsek byl ve městě otevřen pro veřejnost již za Rakouska-Uherska v roce 1884. Tehdy se jednalo o tramvaje s animální trakcí (tedy koňka, dodnes se dochoval jeden vůz). Postupem času byla trať zelektrifikována. 
Po druhé světové válce přijala socialistická Jugoslávie svůj první pětiletý plán. V rámci něho bylo rozhodnuto o rozsáhlých nových investicích i pro město Sarajevo a jeho okolí. Právě v této době byla zbudována tramvajová trať na západní okraj města, do Ilidže.
V 60. letech 20. století byly zakoupeny nové české vozy typu T3 a K2, později bylo zakoupeno několik ojetých vozů KT8D5, které jsou dodnes v provozu. V současné době převažují tramvaje typu K2. Na začátku 21. století modernizovaly místní vozy české firmy a zároveň je upravovaly na nízkopodlažní.

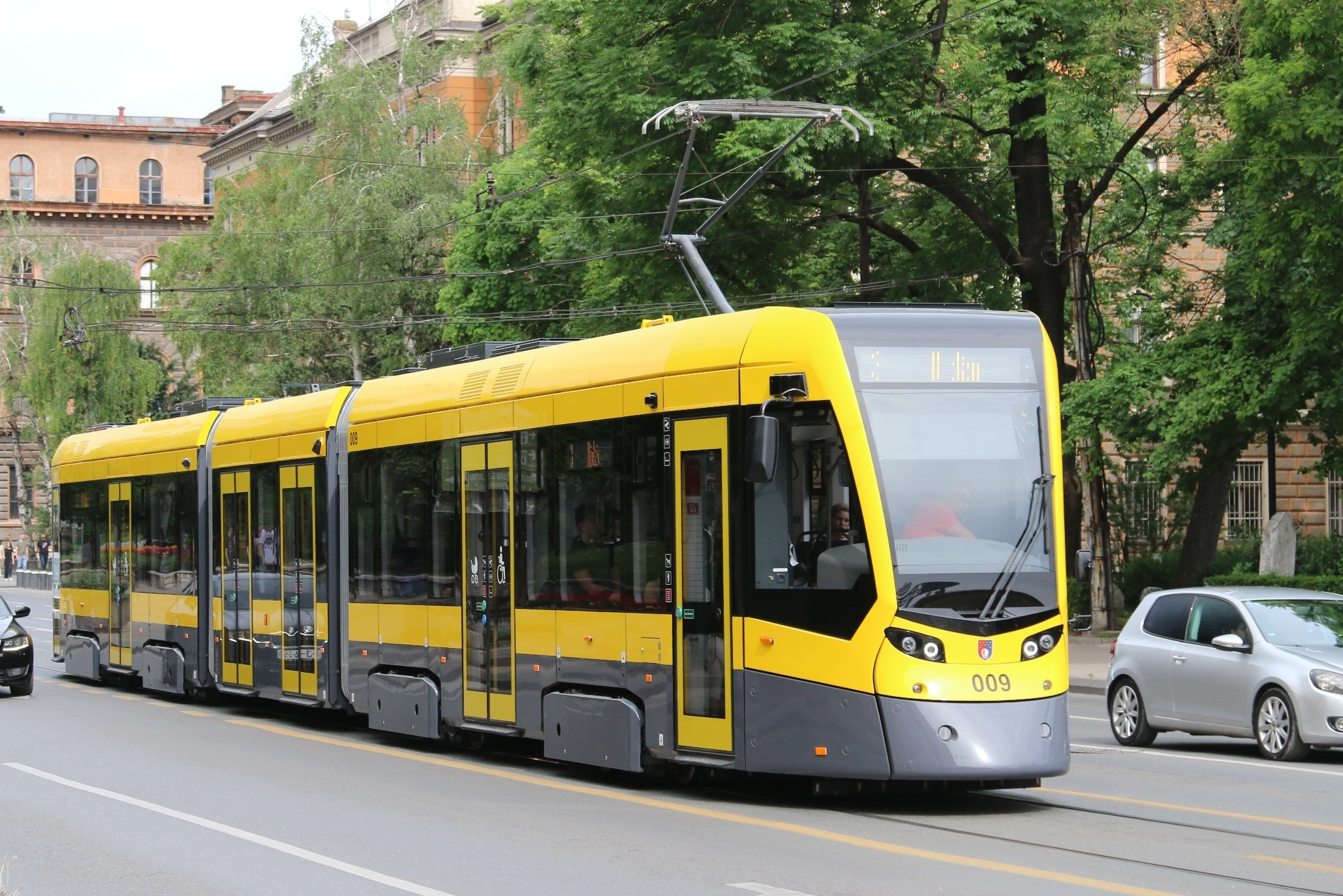
Stadler Tango NF3

V roce 2021 uspěl ve výběrovém řízení na dodávku celkem 15 plně nízkopodlažních tramvají Stadler Rail. Podle zveřejněných vizualizací a technických dat by se mělo jednat o vozy vycházející z ostravského provedení typu Stadler Tango NF2. Vozy mají být tříčlánkové, vybaveny klimatizací, USB porty na dobíjení elektroniky a antikolizním systémem. Maximální rychlost vozů má činit 70 km/h. Nahradit tak mají tramvaje Tatra K2.

## Vozidla
- Tatra K2YU
- Tatra KT8D5
- Satra II
- Satra III
- Typ E (ex Vídeň)
- Düwag GT8 (ex Konya)
- Stadler Tango NF3